# Guido Garay Brignardello
Guido Alejandro Garay Brignardello (Independencia, 1 de julio de 1950) es un astrónomo chileno, ex director del departamento de astronomía de la Universidad de Chile. Doctor en astrofísica de la Universidad de Harvard y ex director del Centro de Excelencia en Astrofísica y Tecnologías Afines CATA. Sus investigaciones en el campo de la formación de las estrellas masivas son citadas y conocidas internacionalmente. Obtuvo el Premio Nacional de Ciencias Exactas del año 2017.

## Biografía
Sus padres fueron Carlos Garay Veliz y Gabriela Brignardello Chevesich. Realizó sus estudios de enseñanza básica en el Colegio Rafael Sanhueza Elizardi de la comuna de Recoleta y, posteriormente, cursó enseñanza media en el Instituto Nacional de Santiago. Su interés por la astronomía comenzó alrededor de los 6 años, al observar "las bellezas del cielo nocturno desde de las afueras de Santiago". Sin embargo, encontró su vocación por la astronomía al ingresar al Instituto Nacional, gracias al profesor de matemáticas Alfonso Bravo, quien le comentó sobre el radiotelescopio de Arecibo de Estados Unidos.

## Estudios
En el año 1968, ingresó a la Facultad de Ciencias Físicas y Matemáticas de la Universidad de Chile, donde obtuvo los grados de licenciatura y magíster en ciencias, con mención en astronomía. Posteriormente, en el año 1977, obtuvo una beca de la Instituto Carnegie de Washington, para estudiar un doctorado en astronomía, en la Universidad de Harvard. En el año 1983, obtuvo el grado de Philosophy Doctor, PH. D. También realizó dos estadías posdoctorales: en el Observatorio Interamericano de Cerro Tololo de La Serena (1983-1984) y en el Observatorio Europeo Austral en Garching de Alemania (1984-1986).

## Carrera científica
En el año 1986 comenzó su actividad académica, al convertirse en profesor de jornada completa en el departamento de astronomía de la facultad de Ciencias físicas y matemáticas de la Universidad de Chile. Gracias a sus logros en investigación, el año 1990 es nombrado Profesor titular de la Universidad de Chile.
En el año 2002 lideró el establecimiento del primer centro de excelencia en astrofísica, trabajando en conjunto con astrónomos pertenecientes a tres universidades chilenas donde se desarrolla la disciplina de Astronómica: (Universidad Católica, Universidad de Chile y Universidad de Concepción). Este centro tuvo como fin la aplicación de proyectos en conjunto, donde se aprovecharon las cualidades astronómicas únicas del cielo nortino chileno.
Fue director del departamento de astronomía de la Universidad de Chile (DAS), entre los años 2002 y 2012. Actualmente se desempeña como director del Departamento de Astronomía de la Universidad de Chile y subdirector del Centro de Excelencia en Astrofísica y Tecnologías Afines (CATA).

## Campo de estudio
Guido Garay es reconocido por sus investigaciones en el proceso de la formación estelar y la determinación de las características físicas y químicas del medio interestelar, estudiando las condiciones dinámicas y físicas del medio ambiente situados en las estrellas masivas que se encuentran en proceso de formación. Según palabras del propio Garay, su interés en la formación de las estrellas masivas comenzó cuando, como parte de su tesis doctoral en Harvard, pudo observar la nebulosa de Orión a través del radiotelescopio Very Large Array (VLA), descubriendo más de 30 objetos, correspondientes a estrellas que se estaban formando.

## Distinciones[8]
- Premio Bart J. Bok, Universidad de Harvard (1985).
- Premio Henry Chretien, American Astronomical Society (1987).
- Beca Guggenheim, Fundación John Simon (1994).
- Premio Medalla Rectoral Universidad de Chile (1996).
- Cátedra Presidencial en Ciencias Gobierno de Chile (1996).
- Miembro correspondiente de la Academia Chilena de Ciencias (2009).
- Premio Nacional de Ciencias Exactas (2017).

## Publicaciones
Cuenta con más de 100 publicaciones indexadas en SCOPUS, las cuales han tenido un gran impacto en el ámbito de la astronomía, siendo citado en más de 5.600 ocasiones. Ha sido invitado a exponer sus conocimientos e investigaciones, participando de charlas, reuniones y congresos científicos en diversas partes del mundo.